# Ханибал (ТВ серија)
Ханибал (енгл. Hannibal) америчка је телевизијска серија коју је створио Брајан Фулер за NBC. Темељи се на ликовима и елементима романа Црвени Змај аутора Томаса Хариса. Радња серије прати однос између специјалног истражитеља Федералног истражног бироа (ФБИ) Вила Грејама (Хју Данси) и др Ханибала Лектера (Мадс Микелсен), форензичког психијатра.
Серија је добила позитивне рецензије критичара, који су посебни похвалили глумачку поставу и визуелни стил. Прве две сезоне су освојиле награду Сатурн, као и главни глумци. Временом је стекла статус култне серије, док је критичари и публика сматрају једном од најбољих хорор серија, као и једном од најбољих серија приказаних на телевизији.

## Радња
Џек Крофорд, шеф Јединице за анализу понашања у склопу Федералног истражног бироа (ФБИ), регрутује профајлера Вила Грејама да му помогне у истрази серијског убице у Минесоти. Пошто је истрага оставила траг на Грејаму, Крофорд одлучује да га надзире форензички психијатар др Ханибал Лектер. У почетку, Лектер — који је потајно серијски убица и канибал — ради на манипулисању ФБИ изнутра. Лектер постаје фасциниран Грејамовом способношћу да се саосећа са психопатским убицама и покушава да помери границе Грејамовог крхког разума како би га претворио у убицу.

## Улоге
| Глумац            | Улога                 |
| ----------------- | --------------------- |
| Хју Данси         | Вил Грејам            |
| Мадс Микелсен     | др Ханибал Лектер     |
| Керолајн Давернас | др Алана Блум         |
| Хетјен Парк       | Беверли Хец           |
| Лоренс Фишберн    | Џек Крофорд           |
| Скот Томпсон      | Џими Прајс            |
| Арон Абрамс       | Брајан Зелер          |
| Џилијан Андерсон  | др Беделија ду Морије |

## Епизоде
| Сезона | Сезона | Епизоде | Епизоде | Оригинално емитовање | Оригинално емитовање |
| Сезона | Сезона | Епизоде | Епизоде | Премијера            | Финале               |
| ------ | ------ | ------- | ------- | -------------------- | -------------------- |
|        | 1.     | 13      | 13      | 4. април 2013.       | 20. јун 2013.        |
|        | 2.     | 13      | 13      | 28. фебруар 2014.    | 23. мај 2014.        |
|        | 3.     | 13      | 13      | 4. јун 2015.         | 29. август 2015.     |